# Мариана Димитрова
Мариана Пенчева Димитрова е българска актриса.

## Биография

### Ранен живот
Родена е на 28 май 1954 г. в с. Козаревец, Горнооряховско.
През 1976 г. завършва актьорско майсторство за драматичен театър в класа на проф. Желчо Мандаджиев във ВИТИЗ „Кръстьо Сарафов“.

### Кариера
Професионалния си път започва на русенска сцена Драматичен театър „Сава Огнянов“ (1976 – 1978) – град, където семейството ѝ се премества да живее, а през 1978 г. започва работа в театър „Българска армия“, където създава образа на Жулиета в „Ромео и Жулиета“, Мария в „Дванайсета нощ“, Соня във „Вуйчо Ваньо“ от Антон Чехов и много други.
Мариана Димитрова се снима в над 30 български филма, сред които „Присъствие“, „Осъдени души“, „Самодивско хоро“, „Мъжки времена“, „Бъди благословена“, „Почти любовна история“, „Дами канят“, „Елегия“ „Скъпа моя, скъпи мой“ и „Трака-трак“.
Член на СБФД (1979) и САБ.
Успява да се утвърди и на професионалната театрална сцена в САЩ, след поканата на „Олд Глоуб Тиътър“ в Сан Диего за изпълнение на главната роля в спектакъла „Света Петдесетница“ от Дейвид Еджър. Договорът за тази роля я прави член на Профсъюза на американските актьори, което до онзи момент не е присъждано на български актьор.

### Кариера на озвучаваща актриса
Димитрова активно се занимава с озвучаване от средата на 80-те години до 1997 г. Участва в записите на „Тримата братя и златната ябълка“, „Пук“, „Самодивска царица“, „Говорещото столче“ (в ролята на Рицуки) и редица други детски приказки в БНР и Балкантон.
През първата половина на 90-те години активно дублира единични филми за БНТ, Брайт Айдиас, Мулти Видео Център, Видеокъща Диема, Видеокъща Си Ди Ем, Тандем Видео, Меджик Филм и Пълдин Рекърдс.

### Други дейности
Докато живее в Щатите, написва и книгите „Американски синдром“ и „Любопитните пътешественици“.

### Личен живот и смърт
От 1997 г. до смъртта си през 2005 г. живее в Сан Диего, САЩ, с третия си съпруг Игор Куценок, който е психиатър, и двете си деца – Александра Куценок и Иво Димов, син на първия ѝ съпруг Продан Димов.
Самоубива се, като скача от последния етаж на 7-етажен паркинг на 1 юни 2005 г. Погребана е в София.

## Награди и отличия
- Голямата награда „Златният козирог“ за Най-добра женска роля за (Елица) във филма „Мъжки времена“ на МФ (Техеран, Иран, 1977).
- Награда за Най-добра женска роля за (Елица) във филма „Мъжки времена“ на ФБИФ (Варна, 1978).
- Наградата за Най-добра женска роля за (Елица) във филма „Мъжки времена“ на Комитета на българските жени (1978).
- Награда за Женска роля за (Елица) във филма „Мъжки времена“ на МКФ (Антверпен, Белгия, 1978).
- Награда за един от трите най-добри филма за „Мъжки времена“ на МКФ (Антверпен, Белгия, 1978).
- Почетен диплом на Фипреси за филма „Мъжки времена“ (1978).
- Наградата за Най-добра женска роля за (Елена) във филма „Бъди благословена“ на Комитета на българските жени (1978).
- Първа награда „Златен Лачено“ за филма „Бъди благословена“ на МКФ (Авелино, Италия, 1979).
- Наградата за Най-добър филм за „Бъди благословена“ на МКФ на червенокръстките и здравни филми (Варна 1979).
- Наградата Червен полумесец за филма „Бъди благословена“ на МКФ на червенокръстките и здравни филми (Варна 1979).
- Наградата Червен лъв и слънце за филма „Бъди благословена“ на МКФ на червенокръстките и здравни филми (Варна 1979).
- Награда за Женска роля за (Ана) във филма „Скъпа моя, скъпи мой“ на ФБИФ (Варна, 1986).

## Театрални роли
- „Краят остава за вас“ – Елена
- „Двоен креват за Адам и Ева“ – Ева
- „Денят, в който Мери Шели срещна Шарлот Бронте“ – Джейн Еър
- „Ромео и Жулиета“ – Жулиета
- „Иванов“ – Саша
- „Вуйчо Ваньо“ – Соня
- „Дванайсета нощ“ – Мария

ТВ ТЕАТЪР
- „Давид и Голиат“ (1990) (Пелин Пелинов)
- „Право на избор“ (1986) (Николай Никифоров), 2 части

## Фимография
| Година | Филми и Сериали                                                           | Серии | Копродукции                 | Роля                                          |
| ------ | ------------------------------------------------------------------------- | ----- | --------------------------- | --------------------------------------------- |
| 2005   | Два метра под земята ООД (Six Feet Under)                                 | 63    | САЩ                         | брокер (в LIII серия: „Dancing for Me“, 2005) |
| 1997   | Рекет (Il Racket) Гражданинът въстава (алтернативно заглавие) (тв сериал) | 6     | Италия                      |                                               |
| 1996   | Трака-трак                                                                |       | България/Франция            |                                               |
| 1995   | Езерното момче (тв)                                                       |       |                             | учителката                                    |
| 1994   | Хищна птица (Bird of Prey)                                                |       | САЩ/България                | майката на Ник                                |
| 1986   | Скъпа моя, скъпи мой                                                      |       |                             | Анна                                          |
| 1985   | История с куче без куче                                                   |       |                             | майката                                       |
| 1984   | Зелените поля... (комедия)                                                |       |                             | Снежка                                        |
| 1982   | Милионите на Привалов (Die priwalov'schen Millionen) (тв сериал)          | 6     | ФРГ/Западен Берлин/България | Надя Бахарева                                 |
| 1982   | Елегия                                                                    |       |                             | снахата Тинка Шиякова                         |
| 1981   | Капитан Петко войвода (тв сериал)                                         | 12    |                             |                                               |
| 1980   | Дами канят                                                                |       |                             | Мима (Шаро)                                   |
| 1980   | Почти любовна история                                                     |       |                             | Павлина                                       |
| 1978   | Бъди благословена                                                         |       |                             | Елена Делчева                                 |
| 1977   | Мъжки времена                                                             |       |                             | Елица                                         |
| 1976   | Самодивско хоро                                                           |       |                             | Таня                                          |
| 1976   | Над Сантяго вали (Il pleut sur Santiago)                                  |       | България/Франция            |                                               |
| 1975   | Сладко и горчиво                                                          |       |                             | съученичка на Асен                            |
| 1975   | Осъдени души                                                              |       |                             | Кармен                                        |
| 1975   | Силна вода                                                                |       |                             | Мичона                                        |
| 1975   | Присъствие                                                                |       |                             | Ани                                           |
| 1973   | Дъщерите на началника                                                     | 2     |                             | Сийка                                         |